# Богдан Шишковський
Богдан Шишковський (пол. Bohdan Szyszkowski; 20 червня 1873, Трибухи, нині Україна — 13 серпня 1931, Мислениці, Польща) — польський фізико-хімік, член Польської академії наук (1929). Закінчив Київський університет (1896), працював там же (з 1907). Професор Ягайлонського університету в Кракові (з 1920).
Основні праці Шишковського стосуються області колоїдної хімії та теорії розчинів. Експериментально встановив (1908) зв'язок між поверхневим натягом і концентрацією водних розчинів поверхнево-активних речовин. Ця залежність виражається рівнянням, що носять ім'я Шишковського.

## Рівняння Шишковського
Рівняння Шишковського, що встановлює залежність поверхневого натягу розчину від його концентрації:
σ0 − σ = A · ln(1 + Kc),
де А — стала для всього гомологічного ряду, яка не залежить від природи поверхнево-активних речовин. При температурі 20 °C А приблизно дорівнює 0,2;
K — стала, що характеризує збільшення поверхневої активності при переході до кожного наступного члену гомологічного ряду Kn+1/Kn = 3÷3,5.
Чудово, що це рівняння, отримане на основі узагальнення експериментальних даних, виявилося дуже точним і застосовним практично для всіх ПАР в широкій області концентрацій розчинів.